# Lila Lalauni
Lila Lalauni (9 juin 1918 - 1996) est une pianiste et compositrice grecque.

## Biographie
Née à Athènes, elle est la petite-fille du compositeur Timotheos Xanthopoulos. Elle a étudié le piano à l'Académie de Vienne et ensuite la composition avec Robert Konta. Elle fait ses débuts comme pianiste de concert à Vienne vers 1930 et est diplômée de l'académie en 1934. Elle poursuit ses études avec Marcel Dupré à Paris puis devient connue internationalement comme pianiste. Elle devient plus tard aveugle,.

## Œuvres
- Syntheses et catalysis, symphonie, 1960-62
- Concerto pour piano [no 1], 1943
- Concerto pour piano [no 2], 1959